# Rafael Obligado
Rafael Obligado (Buenos Aires, 27 de janeiro de 1851 — Mendoza, 8 de março de 1920) foi um poeta argentino. 

## Vida
Obligado era filho de María Jacinta Ortiz Urién e Luis Obligado y Saavedra. Durante a década de 1880, ele ficou conhecido como el poeta del Paraná (o poeta do rio Paraná). Escreveu poesias com temas gaúchos, mas com linguagem culta e educada. Ele foi fortemente influenciado pela poesia francesa contemporânea, e ficou conhecido na Argentina por seu poema Santos Vega, uma ode a um gaúcho - trovador, um tipo de compositor e intérprete conhecido na Argentina sob o nome de payador. 
Casou-se com Isabel Gómez Langenheim, e em 1896 encomendou uma residência rural com um projeto baseado em sua preferência pelas obras de Sir Walter Scott; o Castelo Rafael Obligado , perto de Ramallo, Buenos Aires, é uma das principais estâncias da região dos Pampas.
Obligado foi um dos fundadores do Departamento de Filosofia e Letras da Universidade de Buenos Aires, onde atuou como Decano Adjunto em várias ocasiões; em 1909 ele foi premiado com um doutorado honorário pela universidade.
Morreu em Mendoza, Argentina, em 1920.